# Meuterei auf der Bounty (1935)

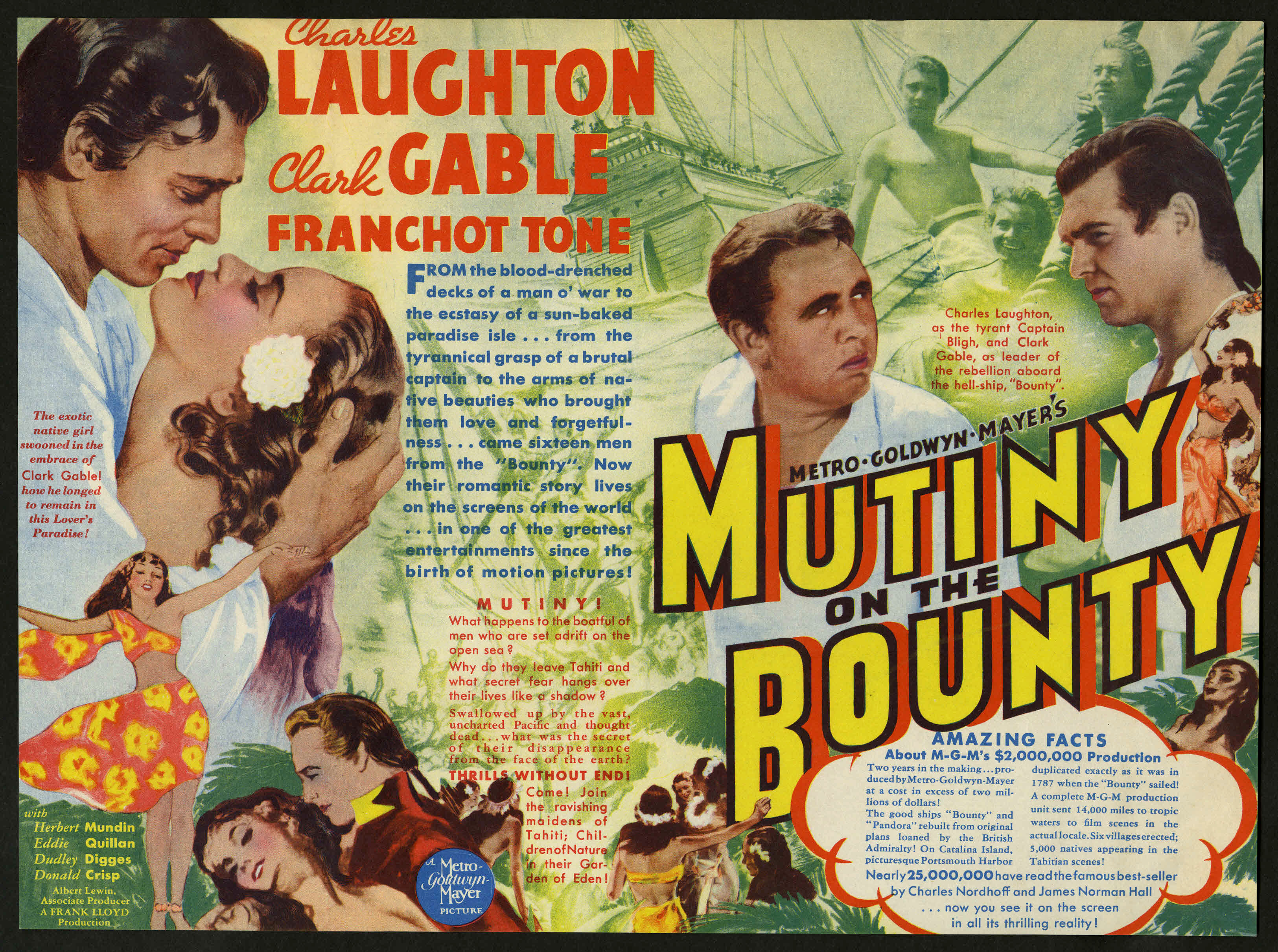
Spielfilmposter

Meuterei auf der Bounty ist ein Spielfilm von Metro-Goldwyn-Mayer, dessen Inhalt die Begebenheiten rund um die letzte Fahrt des englischen Frachtseglers Bounty in den Jahren von 1787 bis 1789 ist. Die Darstellung der historisch belegten Ereignisse hält sich jedoch nicht immer an Fakten, sondern ist teilweise dem Anspruch eines Unterhaltungsfilmes angepasst und durch erfundene Episoden ergänzt. Grundlage des Drehbuchs war die belletristische Darstellung der Ereignisse durch die Autoren Charles Bernard Nordhoff und James Norman Hall, erschienen unter dem Titel Die Meuterei auf der Bounty. Schiff ohne Hafen (Originaltitel: Mutiny on the Bounty).

## Handlung
Die HMS Bounty sticht 1787 in Portsmouth für eine zweijährige Reise in See, um auf Tahiti Nutzpflanzen zu laden. An Bord befinden sich der tyrannische Kapitän William Bligh und mehrere Marineoffiziere, darunter der Steuermann John Fryer und der um Ausgleich bemühte Fletcher Christian. Zu den weiteren Charakteren an Schiff gehören der trunksüchtige Schiffsarzt Bacchus, der ängstliche Koch Smith sowie der verschlagene Kapitäns-„Schreiber“ Maggs, außerdem der Bootsmann Morrison und der Botaniker Morgan (angelehnt an David Nelson). Aus den wohlhabenden Familien Englands fahren außerdem noch die drei jungen Seekadetten Byam, Stewart und Hayward mit. Zudem wurden einige Matrosen aus Kneipen von Christian zwangsrekrutiert, darunter der etwa zwanzigjährige Thomas Ellison. Schon vor Fahrtbeginn nach Tahiti macht sich der Kapitän bei großen Teilen der Besatzung unbeliebt, indem er im Hafen einen bereits toten Seemann wegen Ungehorsams auspeitschen lässt.
Während der Fahrt wird der Zwiespalt noch gestärkt, als Bligh den Kadetten Byam bei Wind und Wetter in den Ausguck auf den Mast schickt. Byam ist danach geschwächt und muss von Dr. Bacchus gepflegt werden. Mehrmals lässt der Kapitän seinen Vollstreckungsgehilfen Morrison eine Prügelstrafe ausführen, auch wenn offensichtlich kein schuldhaftes Verhalten vorliegt. Ein Mann stirbt sogar an den Folgen der Prügelstrafe. Des Weiteren kürzt Bligh erbarmungslos die Essensrationen seiner Matrosen, die ohnehin schon knapp ausgelegt waren. Fletcher Christian, der zweithöchste Mann an Bord, befolgt zunächst noch Blighs Befehle, wendet sich allerdings zunehmend von ihm ab. Kurz vor der Ankunft in Tahiti macht Fletcher seinem Kapitän schwere Vorwürfe, dass er alleine durch Geiz und Gier an der schlechten Essensversorgung des Schiffes schuld sei. Dadurch werden beide zu Erzfeinden. Am Zielort Tahiti rächt sich Bligh an Christian, indem er ihm verbietet, an Land zu gehen. Christian vermutet gegenüber seinem Freund Byam, dass Bligh ihn so lange provozieren will, bis er etwas Ungesetzmäßiges tut und Bligh, der zugleich Richter des Schiffes ist, ihn dafür hinrichten kann.
Bei der Ankunft auf Tahiti begrüßt Bligh seinen alten Bekannten Hitihiti („Häuptling und Priester“). Byam, der an einem Lexikon der Sprache von Tahiti arbeitet, kommt bei König Hitihiti unter und befreundet sich schnell mit diesem und seiner Tochter Tehani. Auch Fletcher Christian darf nun endlich durch Fürsprache von Hitihiti für einen Tag das Schiff verlassen. Christian freundet sich mit Maimiti, der Enkeltochter von Hitihiti an, mit der er auch wenig später ein Verhältnis eingeht.
Bald nach Beginn der Rückfahrt stirbt der beliebte Dr. Bacchus, nachdem der Kapitän ihn trotz Krankheit zum Appell beordert hatte. Auch lässt der Kapitän mehrere Männer in Ketten legen, die desertiert waren. Als Bligh Christian beschuldigt, seine Kokosnüsse gestohlen zu haben, und die Gefangenen durch Blighs Handlanger Maggs misshandelt werden, ist es für Christian genug. Mit einigen Matrosen meutert er in der Nacht darauf und bringt das Schiff in seine Gewalt. Der aus einer traditionsreichen Seefahrerfamilie stammende Byam (angelehnt an Peter Heywood) widersetzt sich aus Pflichtgefühl der Meuterei, obwohl er mit Christian befreundet ist und ebenfalls Bligh verabscheut. An Christians Meuterei zerbricht zunächst die Freundschaft der beiden. Christian setzt Bligh mit Proviant in einer Barkasse aus. Einige loyale Männer folgen Bligh mehr oder weniger freiwillig ins Boot. Christian und einige Männer, darunter der internierte Byam und Ellison, kehren mit der Bounty nach Tahiti zurück, wo Christian sich mit Byam versöhnen kann. Christian heiratet Maimiti und bekommt ein Kind mit ihr, während Byam Tehani ehelicht.
Dem in der Barkasse ausgesetzten Bligh gelingt es unterdessen mit harter Hand, aber auch mit Fürsorglichkeit und seefahrerischem Können, sein Boot über tausende Kilometer in einem Kraftakt nach Timor zu steuern. Dort angekommen, beginnt Bligh seinen Rachefeldzug gegen die Meuterer von der Bounty. Einige Monate später taucht ein englisches Schiff vor der Küste von Tahiti auf, woraufhin Christian und einige weitere Männer und Frauen mit der Bounty flüchten und fortsegeln. Sie wollen nach einer neuen Heimat suchen, die sie schließlich auch in der unbewohnten und unentdeckten Insel Pitcairn finden, wo sie die Bounty verbrennen. Einige Seefahrer blieben allerdings in Tahiti zurück, darunter Roger Byam und Ellison, die sich nach England und ihren Familien sehnen und das englische Schiff freiwillig betreten wollen. Dieses Schiff wird jedoch von Bligh geleitet und nimmt die Zurückgebliebenen sofort als Gefangene fest. Byam muss seine Ehefrau Tehani auf Tahiti zurücklassen. Anschließend sucht Bligh mit seinem neuen Schiff noch vergeblich nach Christian, doch lässt er es in seiner fanatischen Getriebenheit nach Rache auf ein Riff auflaufen.
Schließlich werden die Gefangenen in England vor Gericht gestellt, wo unter anderem auch Bligh gegen sie als Zeuge auftritt. Alle werden zum Tode verurteilt, darunter Byam, dem man trotz einer flammenden Rede nicht glaubt, dass er die Meuterei verhindern wollte. Ellison wird hingerichtet, kann jedoch noch einmal vor seinem Tod seine geliebte Ehefrau und ihr gemeinsames Kind sehen. Kapitän Bligh triumphiert zwar vor Gericht, doch sein Ansehen als Seefahrer ist stark beschädigt. Dann wird Roger Byam durch ein Gnadengesuch beim König gerettet, das von Sir Joseph Banks, einem mit Byam befreundeten adeligen Wissenschaftler, gestellt wurde. Byam heuert auf neuen Schiffen an, wo die Kapitäne aus den Vorfällen der Bounty gelernt haben und sich diesmal freundlich verhalten.

## Deutsche Fassung
Der Film wurde zuerst im MGM-Synchronisations-Atelier Berlin in Berlin 1936 deutsch synchronisiert. Die heute noch verbreitete Synchronbearbeitung entstand 1951.
| Rolle                 | Darsteller        | Synchronsprecher 1936 | Synchronsprecher 1951            |
| --------------------- | ----------------- | --------------------- | -------------------------------- |
| Fletcher Christian    | Clark Gable       | Siegfried Schürenberg | Siegfried Schürenberg            |
| Kapitän William Bligh | Charles Laughton  | Erich Ponto           | O. E. Hasse                      |
| Roger Byam            | Franchot Tone     | Oskar Schättiger      | Axel Monjé                       |
| Thomas Ellison        | Eddie Quillan     | Wolfgang Staudte      | Eckart Dux                       |
| Thomas Burkitt        | Donald Crisp      |                       | Carl Raddatz                     |
| John Fryer            | DeWitt Jennings   | Otto Henning          | Walter Werner                    |
| Alexander Smith       | Herbert Mundin    |                       | Clemens Hasse                    |
| Bacchus               | Dudley Digges     |                       | Werner Lieven                    |
| Sir Joseph Banks      | Henry Stephenson  |                       | Otto Stoeckel                    |
| Morgan                | Ivan F. Simpson   |                       | Carl Heinz Carell                |
| Lord Hood             | David Torrence    | C.W. Burg             | Walter Suessenguth               |
| Maggs                 | Ian Wolfe         |                       | Georg Thomalla                   |
| William McCoy         | Alec Craig        |                       | Walter Bluhm                     |
| Hiti-Hiti             | William Bambridge |                       | Alfred Balthoff                  |
| James Morrison        | Wallis Clark      |                       | Manfred Meurer                   |
| Hayward               | Vernon Downing    |                       | Gunnar Möller                    |
| Mussman               | Stanley Fields    |                       | Hans Emons                       |
| Captain Nelson        | Francis Lister    | Erich Fiedler         | Peter Petersz                    |
| Edward Edwards        | Crauford Kent     | Erich Dunskus         |                                  |
| Byams Mutter          | Spring Byington   | Edith Robbers         | Alice Treff oder Anneliese Würtz |

## Auszeichnungen
1936 gewann der Film einen Oscar als Bester Film. Nominiert wurden Clark Gable, Franchot Tone und Charles Laughton (jeweils als Bester Darsteller), Frank Lloyd (Beste Regie), Margaret Booth (Bester Schnitt), Nat W. Finston (Beste Filmmusik) sowie Jules Furthman, Talbot Jennings und Carey Wilson für das Beste Drehbuch. Die deutliche zeitliche Diskrepanz zwischen der Bildpräsenz der drei nominierten Darsteller Gable, Laughton und Tone führte dazu, dass der Darstellerpreis ab dem Folgejahr in die Kategorien Haupt- und Nebendarsteller aufgeteilt wurde.
Ebenfalls 1936 gewann Charles Laughton einen NYFCC Award als Bester Schauspieler.
National Board of Review führte den Film als besten Film des Jahres 1935.

## Sonstiges
Für die Filmaufnahmen ließ Metro-Goldwyn-Mayer den Zweimastschoner Lily vom Wilmington California Shipyard zur dreimastigen historischen Bounty umbauen. Damit wurde eine seetüchtige Darstellung des Schiffes geschaffen, die für Aufnahmen am Originalschauplatz gemeinsam mit der umgebauten Nanuk als Pandora
bis nach Tahiti und zurück segelte. Ein weiterer, geteilter Nachbau wurde in einem Studio in Kalifornien verwendet.
Der zu diesem Zeitpunkt noch unbekannte, spätere Filmstar David Niven hatte eine Statistenrolle als Seemann.
Der Film wurde in Schwarz-Weiß gedreht, später aber nachkoloriert. In der deutschen Synchronfassung wird sowohl die Anrede „Mister“ plus Nachname als auch die Bezeichnung „Sir“ ohne nachfolgende Namensnennung mit „Herr“ übersetzt.

## Kritiken
„Historisch verbürgtes, groß angelegtes Seeabenteuer im 18. Jahrhundert. Vorzüglich dargestellt.“

„Ein historisch verbürgtes, großangelegtes Seeabenteuer […]. Vorzügliche Darsteller und eine glänzende Regieleistung machen den Film auch heute noch zu einem spannenden Erlebnis.“

## DVD-Veröffentlichung
- Meuterei auf der Bounty. Warner Home Video 2004.